# Chandelier (árvore)

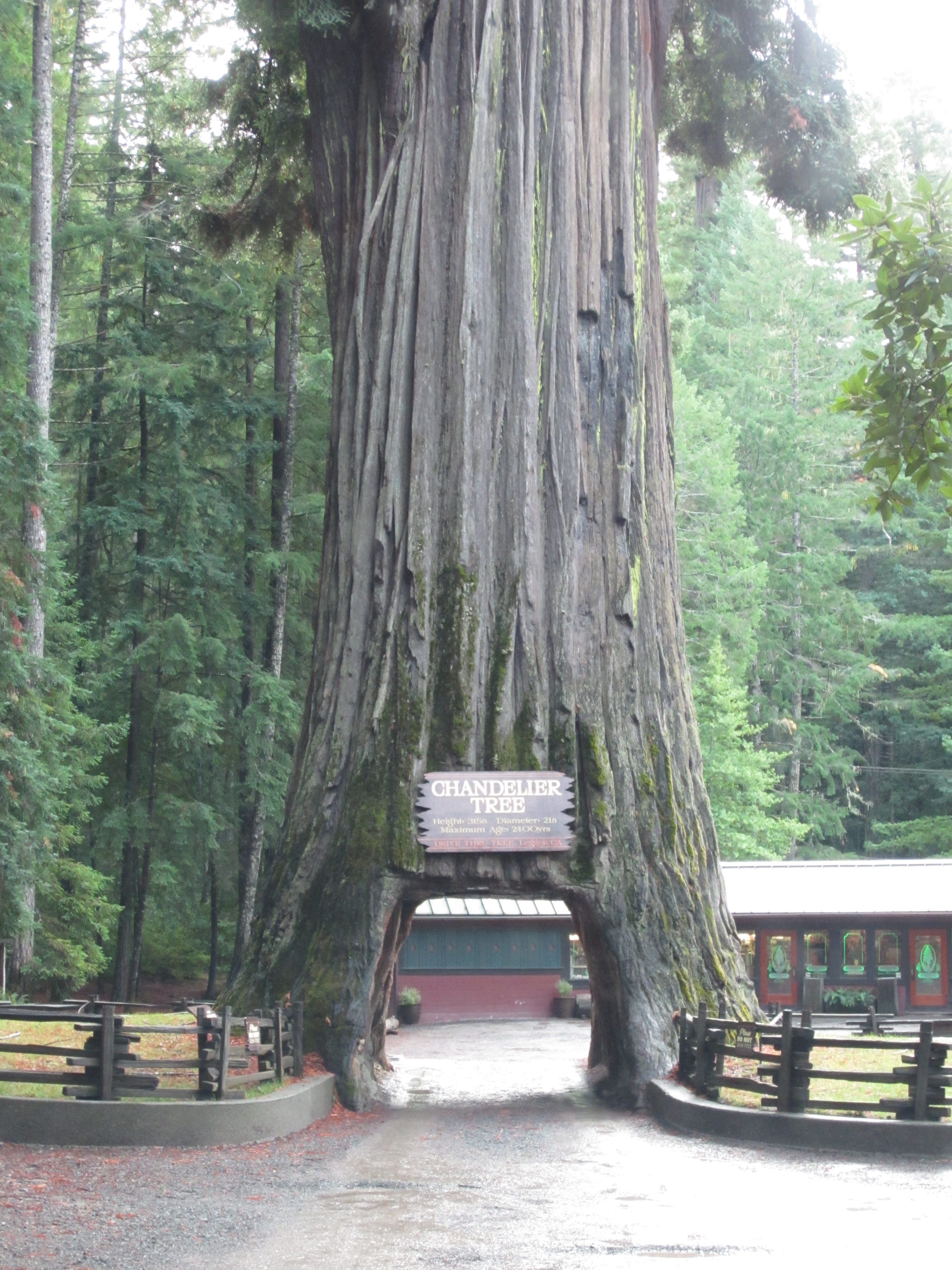
A árvore em 2015

Chandelier é uma sequoia-costeira de 84 metros de altura no Drive-Thru Tree Park, Leggett, Califórnia, com um buraco cortado da base de 1,8 m de largura por 2,06 m de altura que permite que um carro passe por ele. A sua base tem 4,9 m (16,1 ft) de circunferência à altura do peito (CAP). A placa colocada na árvore alega que ela tem 96 m (315 ft) de altura e 6,4 m (21,0 ft) de largura, mas um arborista certificado e experiente com sequoias mais altas, usando um telémetro laser, mediu a árvore com 276 ft (84,1 m) de altura e 16 ft (4,88 m) de CAP. A árvore recebeu o nome "Chandelier" (lustre) devido aos seus membros únicos, que se assemelham a um lustre. Os membros, que medem de 1,2 a 2,1 m de CAP, começam a 30 m (98,4 ft) acima do solo. Acredita-se que a árvore foi esculpida no início da década de 1930 por Charlie Underwood.